# Juramento de la princesa Leonor de Borbón
El juramento de Leonor de Borbón, princesa de Asturias, como heredera de la Corona de España, se celebró el 31 de octubre de 2023, fecha de su 18.º cumpleaños. Aunque la princesa Leonor es heredera de la Corona desde que su padre se convirtió en rey el 19 de junio de 2014, fue proclamada como tal al alcanzar la mayoría de edad.

## Regulación
La Constitución Española establece en su artículo 61.2 que el heredero de la Corona, al alcanzar la mayoría de edad, prestará juramento ante las Cortes Generales:

«1. El Rey, al ser proclamado ante las Cortes Generales, prestará juramento de desempeñar fielmente sus funciones, guardar y hacer guardar la Constitución y las leyes y respetar los derechos de los ciudadanos y de las Comunidades Autónomas.

2. El Príncipe heredero, al alcanzar la mayoría de edad, y el Regente o Regentes al hacerse cargo de sus funciones, prestarán el mismo juramento, así como el de fidelidad al Rey.»

## Debate jurídico
Durante la XVI legislatura, se abrió un debate jurídico en torno a este acto, pues el final de la misma podía coincidir con el acto de juramento de la princesa heredera, Leonor de Borbón, dando como resultado que las principales instituciones del Estado estuvieran en situación de interinidad, y entre ellas las Cortes, que tras cada convocatoria de elecciones se disuelven.
En torno a este debate se establecieron dos posiciones jurídicas. Según la primera, tal y como hizo su padre en 1986, Leonor debía jurar obligatoriamente el día de su decimoctavo cumpleaños, el 31 de octubre de 2023. Esta postura fue defendida, entre otros juristas, por los académicos de la Real Academia de Jurisprudencia y Legislación José María Calatrava Codes y Luis María Cazorla Prieto. Este último letrado argumentó, en la apertura del Curso Académico 2021-2022 de la mencionada academia, que el precedente del príncipe Felipe suponía «una costumbre constitucional y parlamentaria, fuente no escrita de derecho», aunque abría la posibilidad a modificaciones o matizaciones «si median poderosas y justificadas razones».
La segunda postura interpretaba que la Constitución no establecía necesariamente que el heredero tuviera que jurar el día que alcanzase la mayoría de edad, sino una vez que la hubiera alcanzado, dando tiempo para jurar en otro momento en el caso de que las Cortes estuvieran disueltas. Esta última posibilidad también fue considerada por el entonces presidente del Gobierno, Pedro Sánchez. Asimismo, un informe de la Cámara Baja del año 2022 firmado por el letrado Manuel Delgado-Iribarren avalaba una tercera vía, que consistía en que el presidente del Gobierno no ordenara publicar decreto de disolución alguno, dejando que las Cortes se disolvieran automáticamente una vez alcanzado el plazo legal —el 10 de noviembre—, lo que permitiría que el 31 de octubre el Parlamento estuviera constituido. Fuere como fuese, unos y otros estaban de acuerdo en que lo ideal era que las Cortes Generales estuvieran debidamente constituidas para dar la mayor solemnidad al acto.
El debate resultó estéril cuando, tras los resultados de las elecciones municipales y autonómicas, el presidente del Gobierno decidió el 29 de mayo de 2023 disolver el Parlamento y convocar elecciones el 23 de julio de ese mismo año, lo cual implicaba automáticamente que el 31 de octubre de 2023 las Cortes estuvieran constituidas, aunque con la incógnita de si el Gobierno estaría o no para entonces en funciones.

## Antecedentes y planificación del juramento
El antecedente más cercano de la jura en Cortes de un heredero de la Corona española es la del entonces príncipe Felipe de Borbón, luego rey de España, el día de su 18.º cumpleaños en sesión conjunta del Congreso de los Diputados y del Senado y ante las principales autoridades del Estado.Se trataba por lo demás del único precedente bajo la actual Constitución de 1978.

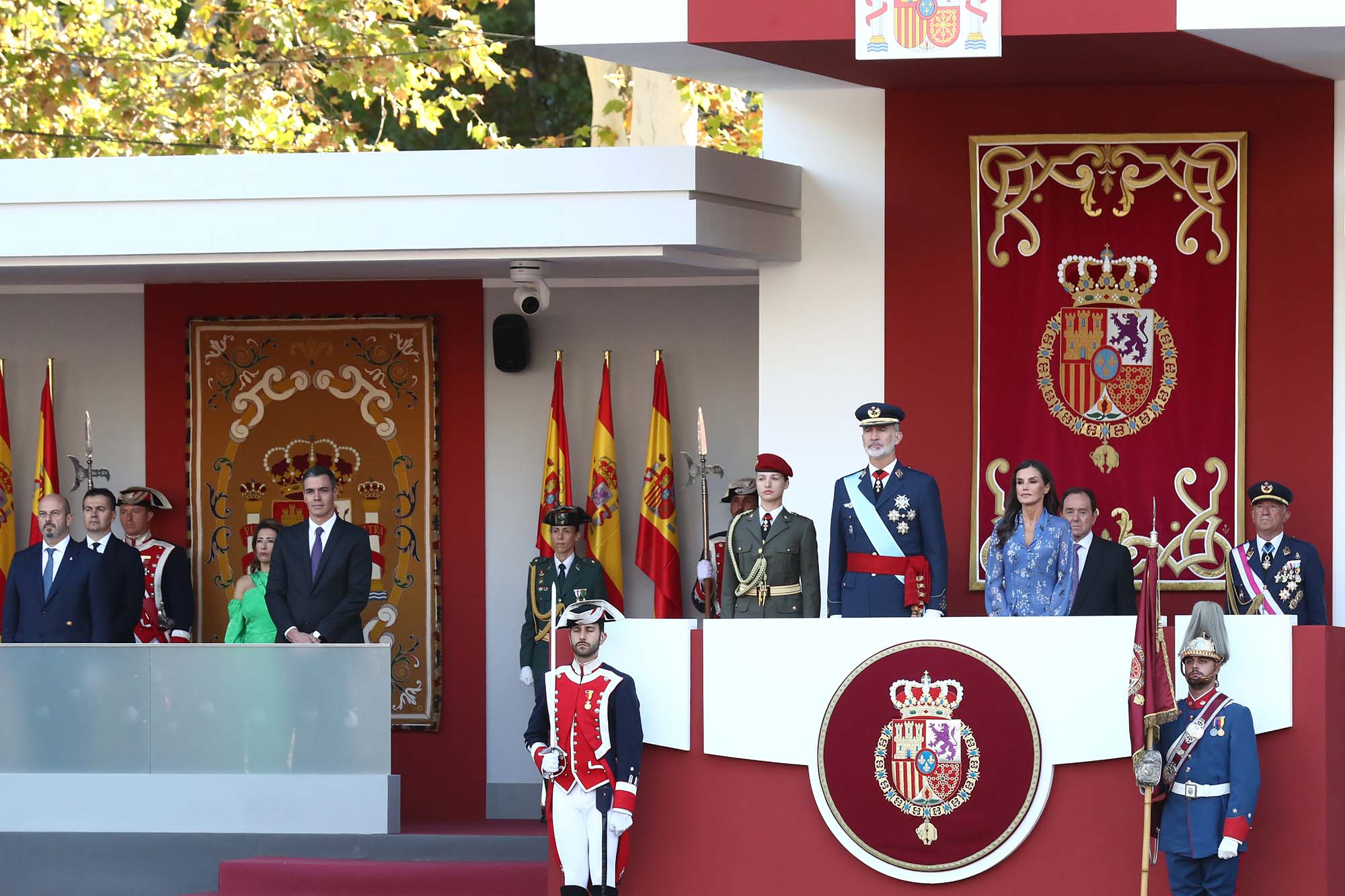
La familia real y otras autoridades en la tribuna principal de la Fiesta Nacional en 2023.

La preparación del acto se realizó siguiendo el esquema establecido entonces, mediante un acto solemne, reservado para los juramentos de los reyes de España, de los herederos de la Corona, y de la sesión de apertura de la legislatura en las Cortes. Asimismo, las semanas previas a la jura también se realizaron actos simbólicos relacionados con la heredera, tal como el inicio de su formación militar en la Academia General Militar a mediados de agosto o la jura de bandera el 7 de octubre, acto organizado por el Estado Mayor del Ejército.
El acto, que se celebró en el Palacio de las Cortes, fue organizado de forma conjunta por la Casa Real, el Gobierno, y las Cortes Generales, tal como confirmó la portavoz del Gobierno, Isabel Rodríguez, el 14 de marzo de 2023. En concreto, la organización de la ceremonia corrió a cargo de Jaime Alfonsín, jefe de la Casa de Su Majestad el Rey, Félix Bolaños, ministro de la Presidencia, Francina Armegnol, presidenta del Congreso de los Diputados, y Pedro Rollán, presidente del Senado.
El 10 de octubre de 2023, tras certificar la ministra de Justicia, como encargada del Registro Civil de la Familia Real, la próxima mayoría de edad de la heredera, el Consejo de Ministros solicitó formalmente a las Cortes Generales la convocatoria de una sesión conjunta para el día 31 de octubre de 2023, así como le concedió a la princesa heredera el Collar de la Real Orden de Carlos III.

## Desarrollo del acto
A las 10:49 (CET) de la mañana del martes 31 de octubre de 2023, la comitiva real abandonó el Palacio de la Zarzuela. Esta comitiva estaba formada por dos Rolls-Royce Phantom IV acompañados por media docena de vehículos, así como por el tradicional escuadrón de escolta motorizada de la Guardia Real, formado por una veintena de Harley-Davidson Electra Glide.

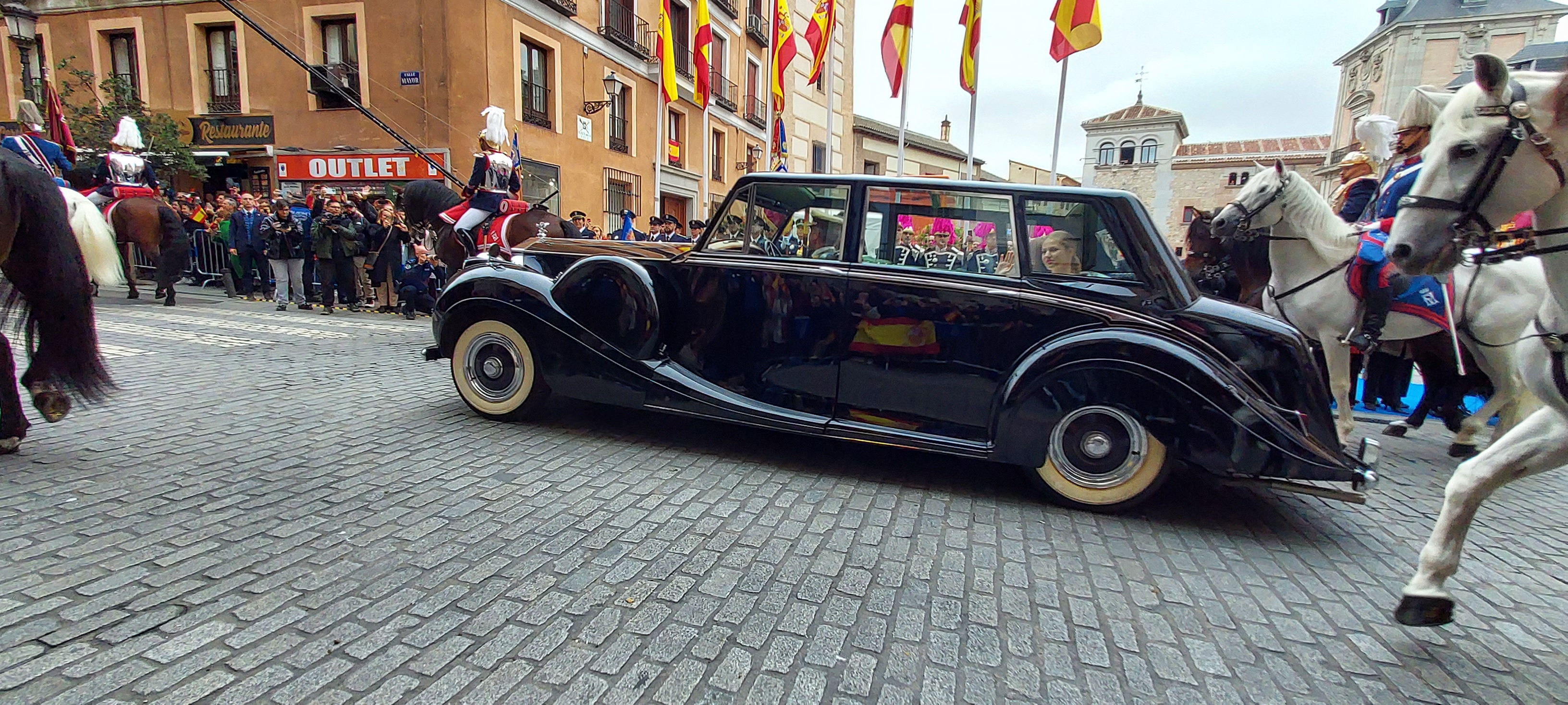
La princesa de Asturias en un Rolls-Royce Phantom IV, en la calle Mayor de Madrid, a su paso por la plaza de la Villa.

Alrededor de las 11 de la mañana la comitiva llegó a la calle Mayor, donde el escuadrón motorizado fue reemplazado por el escuadrón a caballo de la Guardia del Rey y donde esperaban para recibirles los miembros del Ayuntamiento de Madrid, que se encontraban reunidos en la Plaza de la Villa. La comitiva real continuó por la Puerta del Sol, donde gran parte de los ciudadanos estaban situados a la espera de ver el cortejo real y, posteriormente, el acto, gracias a unas pantallas gigantes instaladas por el Gobierno de la Comunidad de Madrid.
Con un ligero retraso, la familia real llegó a la carrera de San Jerónimo a las 11:10, donde fueron recibidos  por el presidente del Gobierno en funciones, Pedro Sánchez, y el jefe de Estado Mayor de la Defensa, el almirante general Teodoro Esteban López Calderón. Tras recibir los oportunos honores militares, el rey Felipe VI pasó revista a las tropas. Posteriormente, la presidenta del Congreso, Francina Armengol y el presidente del Senado, Pedro Rollán, los recibieron en la escalinata del Palacio de las Cortes y, acto seguido, dentro del edificio, fueron saludados por los presidentes del Tribunal Constitucional y del Consejo General del Poder Judicial, así como por los miembros de la mesas de ambas Cámaras.

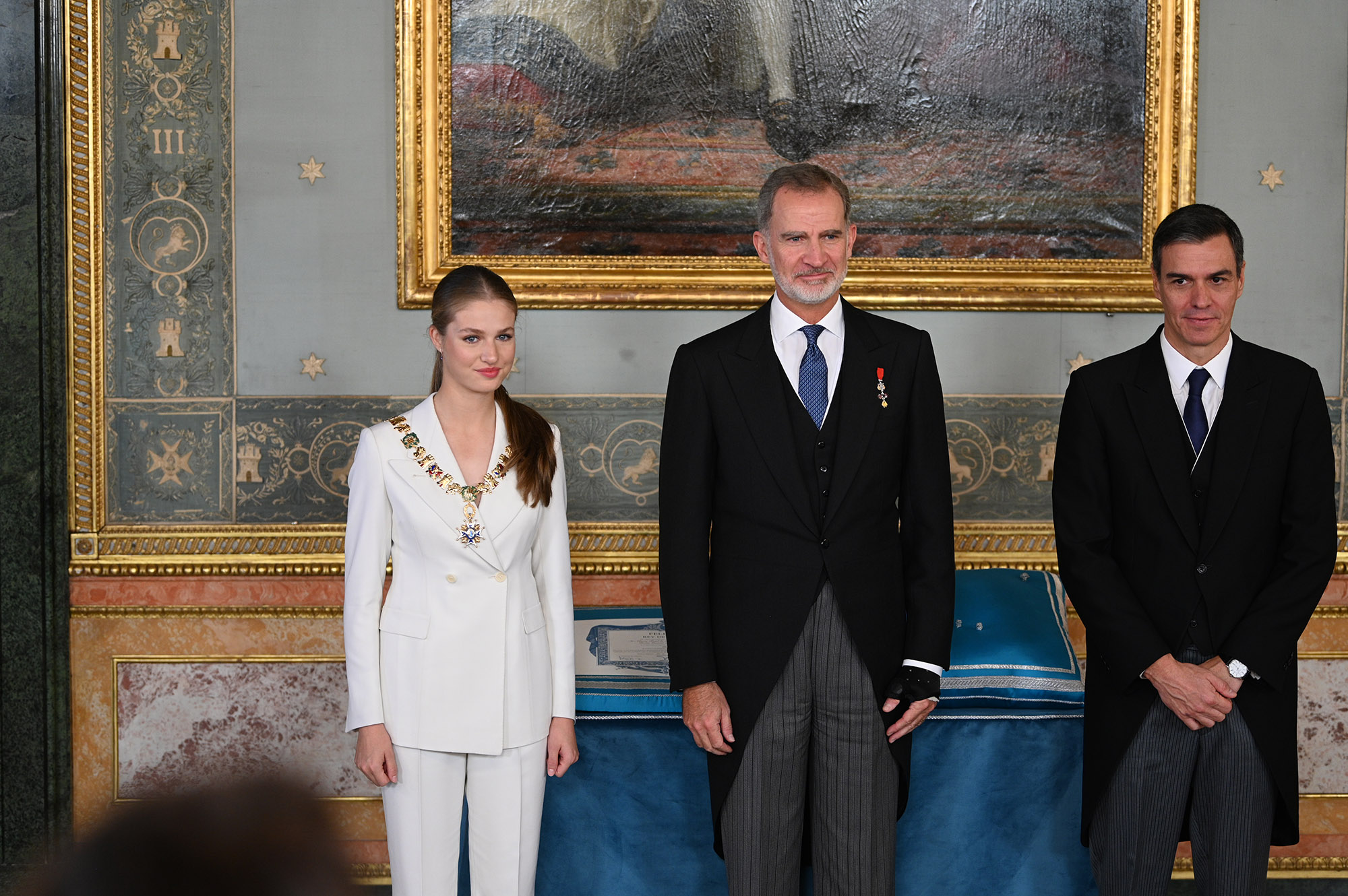
La princesa de Asturias, tras recibir el collar de la Orden de Carlos III, junto al rey Felipe, soberano de la Orden, y al presidente del Gobierno, Pedro Sánchez, gran canciller de la misma.

Al entrar la familia Real en el interior del congreso de los diputados se interpretó el Himno Nacional en versión completa. Después de los saludos protocolarios, se celebró el acto central del juramento en el Salón de Plenos donde la presidenta del Congreso dio el tradicional discurso. A las 11:36 de la mañana, la princesa de Asturias juró la Constitución así como fidelidad al rey, que fue correspondido por las Cortes con una ovación de cuatro minutos. A continuación se interpretó el Himno Nacional en versión corta, honores que le corresponden a la Princesa de Asturias. A la vez, en el Palacio real, la Guardia Real disparó 19 salvas de artillería e interpretó también el Himno Nacional en versión corta. Una vez realizado el acto de juramento, la princesa Leonor recibió las medallas del Congreso y del Senado y firmó en el libro de honor junto a sus padres y su hermana, la Infanta Sofía. Por último, antes de trasladarse al Palacio Real, la familia real recibió a los invitados y se celebró un desfile militar a las puertas del Congreso de los diputados, donde desfilaron a pie compañías del Ejército de Tierra, de la Armada, del Ejército del Aire y de la Guardia Civil. A continuación la familia Real se trasladó al Palacio Real. La comitiva entro a Palacio por la Plaza de la Armería donde un batallón de la Guardia Real interpretó el Himno Nacional en versión completa al paso de los Reyes y se dispararon 21 salvas de artillería.   
Tras prestar juramento, la princesa de Asturias recibió en el Palacio Real el collar de la Orden de Carlos III, la más alta distincivión civil española. En este acto intervino el presidente del Gobierno, Pedro Sánchez, como gran canciller de la Orden, manifestando la «lealtad, el respeto y el afecto del Gobierno» a su persona. Para terminar el acto, tuvo lugar un almuerzo al que acudieron los más altos representantes del Estado.
Finalizados los actos institucionales, la familia real celebró una fiesta privada en el Palacio Real de El Pardo, al que acudieron la familia real al completo, así como las tías de la princesa Leonor, las infantas Elena y Cristina, los hijos de ambas, la infanta Margarita, parte de la familia real griega, entre ellos la reina Ana María, y también parte de la Casa de Borbón-Dos Sicilias, así como la familia materna, los Ortiz Rocasolano. Asimismo, acudieron representantes de otras familias reales de Bulgaria y Jordania, amigos cercanos de la familia real española.

## Asistentes al juramento

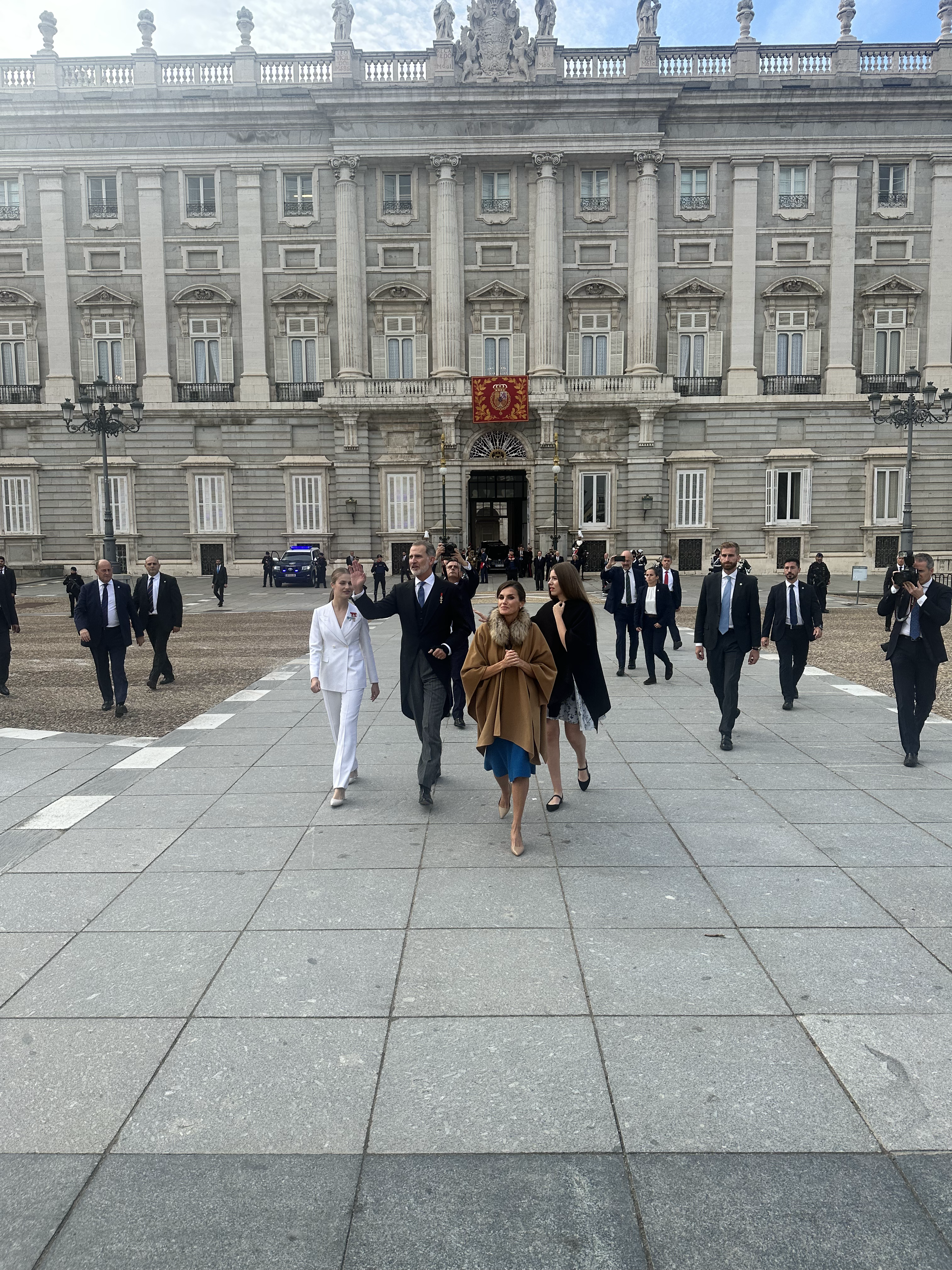
La familia real española el día del juramento de la princesa Leonor acercándose a saludar al pueblo después de la entrega del Collar.

Al acto institucional asistió la familia real (a excepción de sus abuelos paternos, los reyes Juan Carlos y Sofía que no asistieron a los actos institucionales),representantes de los poderes del Estado así como de las principales instituciones nacionales y regionales, los miembros del Gobierno (excepto la ministra de Derechos Sociales y Agenda 2030, Ione Belarra, la ministra de Igualdad, Irene Montero, y el ministro de Consumo, Alberto Garzón), la mayoría presidentes de las Comunidades Autónomas, excepto el lendakari Iñigo Urkullu, el presidente de la Generalidad de Cataluña, Pere Aragonès y la presidenta de Cantabria, María José Sáenz de Buruaga, y la mayoría de los diputados y senadores(a excepción de representantes de ERC, Junts, EH Bildu, PNV y BNG; asimismo, algunos representantes de la coalición política Sumar tampoco acudieron). También acudieron al acto el decano del Cuerpo Diplomático, Bernardito Auza, los expresidentes del Gobierno Felipe González, José María Aznar, José Luis Rodríguez Zapatero y Mariano Rajoy, los ponentes de la Constitución vivos y los expresidentes del Congreso y del Senado. También estuvo presente Josep Borrell, alto representante de la Unión para Asuntos Exteriores y Política de Seguridad y vicepresidente de la Comisión Europea.
Al acto privado en el Palacio Real de El Pardo, asistió, por su familia paterna, los reyes Juan Carlos y Sofía, así como la princesa Irene de Grecia, sus tías, las infantas Elena y Cristina, y sus primos Felipe, Miguel e Irene. Sus primos Victoria Federica y Pablo no pudieron acudir al estar de viaje. También su tía abuela, la infanta Margarita. Por parte su familia materna acudirán sus abuelos, Jesús Ortiz y Paloma Rocasolano con sus respectivas parejas, su tía Telma y sus primos, incluyendo Carla Vigo. Asimismo, también acudieron a la cita parte de la familia real griega, representada por la reina Ana María y la princesa Alexia de Grecia, junto a su marido, Beltrán Gómez-Acebo, hijo de la difunta infanta Pilar, Pedro de Borbón-Dos Sicilias y Orleans y Cristina de Borbón-Dos Sicilias, representantes de la familia real búlgara, entre ellos Kalina de Bulgaria y su marido, Kitín Muñoz, así como Kubrat de Bulgaria y su familia y Maryam Al Ghazi de Jordania y sus hijos.
También se invitó al acto a un grupo de jóvenes de entre 18 y 28 años pertenecientes a distintos ámbitos de la sociedad civil.

## Distinciones
Tras realizar este juramento le han sido impuestas las Medallas de Oro de las Cortes Generales, dos distinciones civiles de carácter honorífico y vitalicio que son concedidas por el Congreso de los Diputados y el Senado.
El presidente del Principado de Asturias, Adrián Barbón, confirmó el 11 de septiembre, tras una reunión con el rey, que el Principado concederá la Medalla de Asturias a la princesa. También la presidenta de la Comunidad de Madrid Isabel Díaz Ayuso le concederá la Medalla de Oro de la Comunidad de Madrid.
Para conmemorar este acontecimiento la Real Casa de la Moneda emitió un millón de monedas conmemorativas por valor de 40 euros. Asimismo, Correos distribuyó un sello conmemorativo valorado en tres euros.

## Retransmisión y audiencia
El juramento de la princesa Leonor fue retransmitido en la mayoría de televisiones generalistas de ámbito nacional y autonómico, así como por la mayor parte de las cadenas de radio generalistas. El acto, que se realizó en un martes laborable, fue seguido en televisión por más de 3 millones de personas, con más del 70 % de cuota de pantalla.